# Pamela

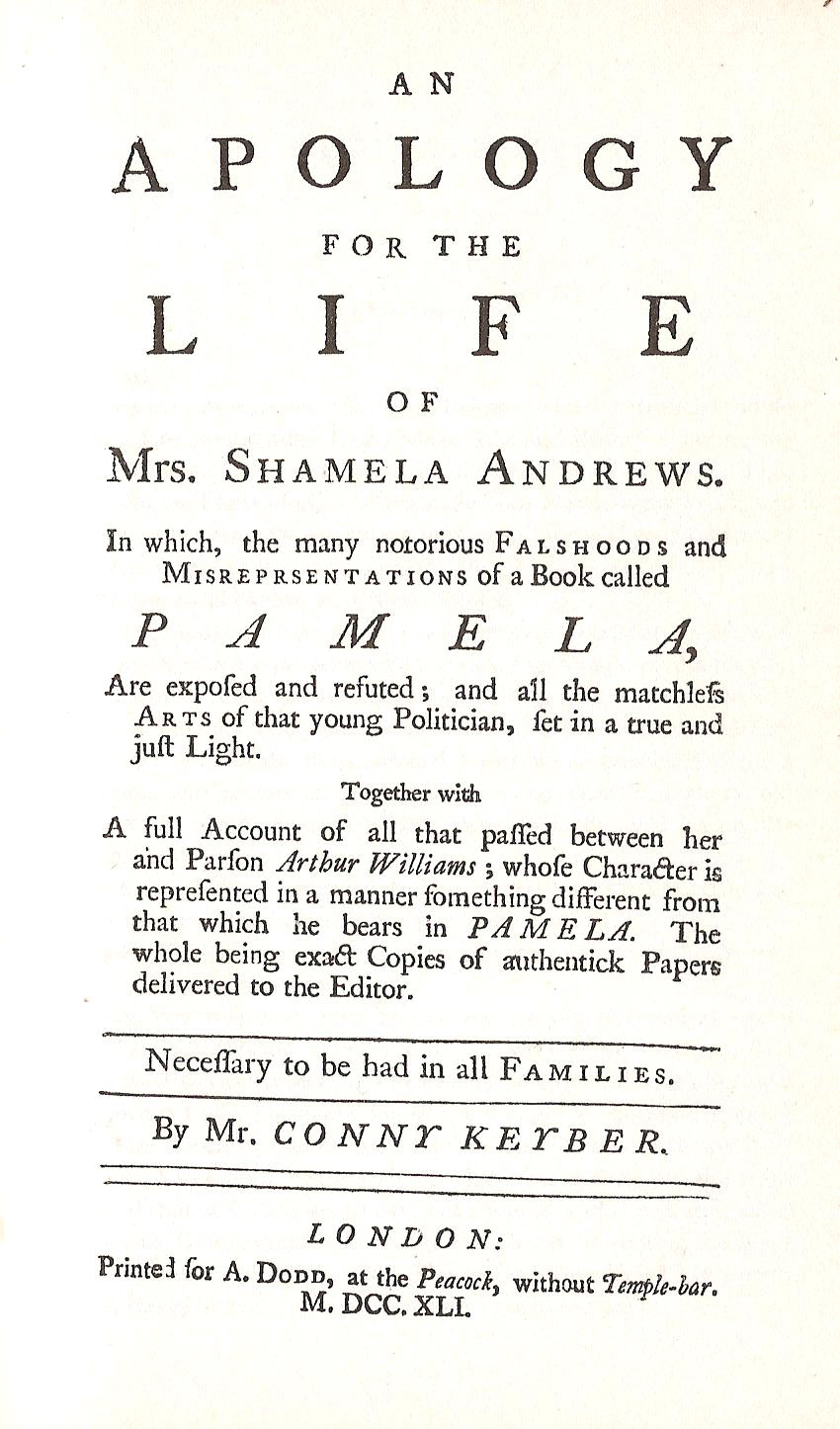
Strona tytułowa powieści-parodii

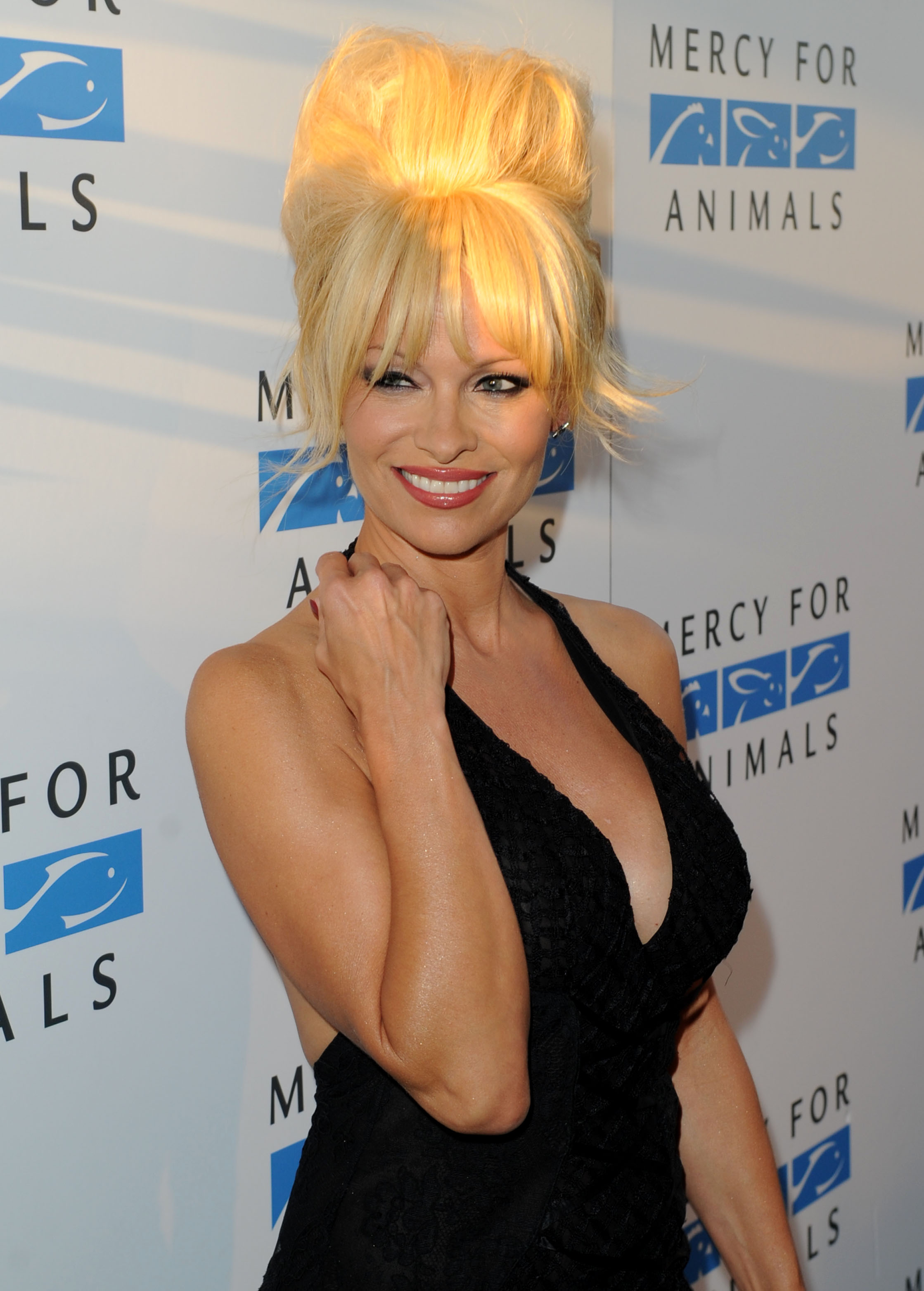
Pamela Anderson

Pamela – imię żeńskie pochodzenia literackiego, wymyślone przez XVI-wiecznego poetę Philipa Sidneya na użytek poematu Arkadia w 1590 roku. W 1740 roku Samuel Richardson uczynił osobę o tym imieniu tytułową bohaterką powieści Pamela, czyli Cnota nagrodzona. Powieść tę sparodiował szybko Henry Fielding, pisząc swój debiut literacki An Apology for the Life of Mrs. Shamela Andrews, przyczyniając się do upowszechnienia imienia Pamela.
W Polsce imię pozostaje imieniem rzadkim, o rosnącej popularności. Rozpowszechnione zostało przez media i nadawane pod koniec XX wieku. W marcu 2001 nosiły je 2403 kobiety (414. pozycja na liście frekwencyjnej), a w styczniu 2025 r. w rejestrze PESEL, wśród publicznie dostępnych danych dotyczących osób żyjących, wykazano 2861 kobiet o imieniu Pamela nadanym jako imię pierwsze.
Pamela imieniny obchodzi 1 czerwca.

## Imię Pamela w innych językach[2][5]
- angielski – Pamela, Pamella, Pam,
- białoruski – Pamalja,
- bułgarski – Pamelja, Pamelija,
- czeski – Pamela,
- francuski – Paméla,
- hiszpański – Pamela,
- niemieckl – Pamela,
- rosyjski – Pamelja, Pamelija,
- słowacki – Pamela,
- słoweński – Pamelija,
- włoski – Pamela.

## Kobiety o imieniu Pamela
- Pamela Anderson – amerykańska aktorka,
- Pamela Dutkiewicz – niemiecka lekkoatletka,
- Pamela Fryman – amerykańska reżyserka i producentka sitcomów,
- Pamela Harriman – amerykańska działaczka polityczna,
- Pamela Jelimo – kenijska lekkoatletka,
- Pamela Melroy – amerykańska astronautka,
- Pamela Tiffin – amerykańska aktorka filmowa.